# Mieczysław Morawski
Mieczysław Ewaryst Morawski ps. „Mieczysław 17", „Scewola”, „Szalbierz 17", „Szatan”, „Szeliga”, „Żniwiarz” (ur. 27 października 1917 w Częstochowie, zm. 10 grudnia 2001 w Maplewood, stan Nowy Jork) – oficer saperów Wojska Polskiego, dowódca Zgrupowania Armii Krajowej „Żniwiarz” w powstaniu warszawskim.

## Życiorys
Od 1937 uczył się w Szkole Podchorążych Saperów w Warszawie. Przydzielony do 1 Batalionu Saperów Legionów w Modlinie, w ramach którego uczestniczył w wojnie obronnej 1939. 13 września 1939 awansowany na stopień porucznika ze starszeństwem z dniem 1 września.
W konspiracji od 1939 początkowo w organizacji „Pobudka” w Kielcach, Częstochowie i Radomsku. Od 1942 w Związku Walki Zbrojnej w Warszawie. Początkowo był instruktorem szkolenia saperskiego Obwodu Żoliborz ZWZ-AK.
Od 1943 był dowódcą oddziału dywersyjnego DB-„17", przekształconego w 9. kompanię dywersyjną. W powstaniu warszawskim dowodził zgrupowaniem „Żniwiarz” na Żoliborzu.
Po powstaniu był jeńcem numer 46382 oflagu Altengrabow. Znalazł się w grupie 29 oficerów (m.in. płk. Karola Ziemskiego „Wachnowski”, płk. Mieczysława Niedzielskiego „Żywiciel”) oskarżonych o zamiar opanowania obozu. Przekazany Gestapo, został osadzony w obozie koncentracyjnym Neuengamme. Życie uratowała mu interwencja hrabiego Folke Bernadotte u Heinricha Himmlera. Został wysłany do oflagu w Lubece, gdzie w maju 1945 został uwolniony przez wojska brytyjskie.
Po wyzwoleniu pozostał na emigracji w Stanach Zjednoczonych. W 1947 zweryfikowany w stopniu kapitana ze starszeństwem z dniem 25 września 1944.

## Ordery i odznaczenia
- Krzyż Srebrny Orderu Virtuti Militari nr 11778 – 30 września 1944
- Krzyż Walecznych po raz pierwszy – czerwiec 1944
- Krzyż Walecznych po raz drugi – 29 września 1944[3]